# Integrační testování
Integrační testování (někdy nazývané integrace a testování, zkráceně I&T ) je fáze testování softwaru, ve které jsou jednotlivé softwarové moduly kombinovány a testovány jako skupina. Integrační testování se provádí za účelem vyhodnocení shody systému nebo součásti se specifikovanými funkčními požadavky. Nastává po unit testing a před testováním systému. Integrační testování bere jako vstup moduly, které byly testovány přes unit testing, seskupuje je do větších agregátů, aplikuje testy definované v plánu integračních testů na tyto agregáty a jako výstup dodává integrovaný systém připravený pro testování systému.

## Přístup
Některé různé typy integračního testování jsou big-bang, smíšené (sendvičové), nejrizikovější-nejtěžší, shora dolů a zdola nahoru. Další integrační vzory jsou: integrace spolupráce, integrace páteře, integrace vrstev, integrace klient-server, integrace distribuovaných služeb a vysokofrekvenční integrace.
Při big-bang testování je většina vyvinutých modulů spojena dohromady, aby vytvořila kompletní softwarový systém nebo hlavní část systému, a poté se používá pro testování integrace. Tato metoda je velmi efektivní pro úsporu času v procesu integračního testování. Pokud však testovací případy a jejich výsledky nebudou správně zaznamenány, bude celý proces integrace složitější a může testovacímu týmu zabránit v dosažení cíle integračního testování.
Při testování zdola nahoru se nejprve testují komponenty nejnižší úrovně a poté se používají k usnadnění testování komponent vyšší úrovně. Proces se opakuje, dokud není testována komponenta na vrcholu hierarchie. Všechny spodní nebo nízkoúrovňové moduly, procedury nebo funkce jsou integrovány a následně testovány. Po integračním testování integrovaných modulů nižší úrovně se vytvoří další úroveň modulů, které lze použít pro testování integrace. Tento přístup je užitečný pouze tehdy, když jsou připraveny všechny nebo většina modulů stejné vývojové úrovně. Tato metoda také pomáhá určit úrovně vyvinutého softwaru a usnadňuje reportování průběhu testování ve formě procent.
Při testování shora dolů se nejprve testují nejvyšší integrované moduly a postupně se testuje větev modulu až do konce souvisejícího modulu.
Sendvičové testování kombinuje testování shora dolů s testováním zdola nahoru. Jedním omezením tohoto druhu testování je, že jakékoli podmínky, které nejsou uvedeny ve specifikovaných integračních testech, kromě potvrzení provedení položek návrhu, nebudou obecně testovány.